# レノンの土柱
レノンの土柱 （レノンのどちゅう、伊：Piramidi di terra del Renon ）あるいはリッテンの土柱（リッテンのどちゅう、独：Erdpyramiden am Ritten ）とは、イタリアトレンティーノ＝アルト・アディジェ州ボルツァーノ自治県レノン（ドイツ語名リッテン）にある土柱である。

## 概要
レノンの土柱は、イタリア北部ボルツァーノ自治県（南チロル地方）の県都ボルツァーノ近郊のレノン（ドイツ語名リッテン）にある。レノンの土柱は一所ではなく、ロンゴモゾとモンテ・ディ・メッツォの間にあるフィンスターバッハ（Finsterbach ）川の渓谷、ソプラボルツァーノの足下に位置するカッツェンバッハ（Katzenbach ）川渓谷、及びアウナ・ディ・ソットにある渓谷の三所に分かれている。
レノンの土柱は、土の塔の上に岩を帽子のように被った奇妙な形状をしているが、侵食という自然現象が作り出した地形である。激しい雨が降ると、この辺りの土壌であるモレーン（氷堆土）は急速な侵食を受け土砂崩れを起こして削り流されてしまうが、岩の下にある土壌だけが保護され、土柱となって残される。ボルツァーノ自治県には土柱が散在しているが（「南チロルの土柱」参照）、レノンの土柱はそれらを代表する存在とみなされ、観光地となっている。

## 土柱の生成
レノンの土柱は、氷期の終わりに、後退する氷河に取り残されたモレーン（氷堆土）が侵食作用により削られて生じた地形である。モレーンは、乾燥している環境では石のように硬いが、水分を含むと柔らかい泥状に変化する性質を持っている。激しい雨が降ると、水分を含んだモレーンが軟化して地盤が緩み、土砂崩れが生じるようになる。さらに雨が降り続けると、岩の下以外の土壌は侵食により削り取られてしまうが、岩の下の土壌は保護されて侵食を受けず、土の塔のような形になって残される。これが土柱である。地元では、土砂崩れの塔という意味の「ラーンテュルメ」（独：Lahntürme ）と呼ばれている。
土柱の頂上に帽子のように乗っている岩は、土柱を侵食から守る役割を担っている。土柱は常に侵食にさらされているので、この「帽子」が何らかの理由で無くなると、土柱は急速に削られて小さくなっていき、やがて姿を消す。しかし、土柱が無くなった場所にまた新たな土柱が生じることがある。